# CCDC
CCDC (англ. United States Army Combat Capabilities Development Command) — командування сухопутних військ США з розвитку бойових спроможностей. Утворене у 2019 р. на основі реорганізації колишнього Командування сухопутних військ США з досліджень, розробок та інженерінгу (United States Army Research, Development, and Engineering Command, RDECOM). Також відомо як DEVCOM (від Development Command). Підпорядковується Army Futures Command (AFC).
Першим командиром CCDC призначений командир колишнього RDECOM генерал-майор Кедрік Т. Уінс (Maj. Gen. Cedric T. Wins).
Штаб-кваратира знаходиться на Абердинському випробувальному полігоні (штат Меріленд).
В CCDC працюють близько 13 тисяч вчених, інженерів та обслуги.

## Структура
До складу CCDC входить одна дослідна лабораторія (U.S. Army Research Laboratory, ARL), а також 7 центрів з досліджень, розробок та інженерінгу:
- CCDC Armaments Center (U.S. Army Combat Capabilities Development Command Armaments Center, раніше відомий як ARDEC);
- CCDC Aviation & Missile Center (U.S. Army Combat Capabilities Development Command Aviation & Missile Center, раніше AMRDEC);
- CCDC Chemical Biological Center (колишній ECBC);
- CCDC C5ISR Center (U.S. Army Combat Capabilities Development Command C5ISR (Command, Control, Computers, Communications, Cyber, Intelligence, Surveillance and Reconnaissance, раніше CERDEC);
- CCDC Soldier Center (колишній NSRDEC);
- CCDC Ground Vehicle Systems Center (U.S.Army Combat Capabilities Development Command Ground Vehicle Systems Center (GVSC), колишній TARDEC);
- CCDC Data & Analysis Cente

Співробітники CCDC задіяні в роботі міжфункціональних команд (CFT), що підпорядковані Army Futures Command. Наприклад, CCDC Ground Vehicle Systems Center (колишній TARDEC) тісно співпрацює з CFT бойових машин нового покоління (NGCV) у питаннях модернізації систем та оновлення парку бойових машин.